# تسيد المسرى
تسيد المسرى هي ميزة تدعمها العديد من أبنية الناقلات (bus architectures) في الحاسوب والتي تسمح لجهاز متصل بناقل أن يبداء بالعمليات. وتسمى أيضاً "First-party DMA"، وبعكس Third-party DMA والتي يقوم فيها مدير الـ DMA بالعمليات.
بعض أنواع الناقلات تسمح بجهاز واحد فقط ان يبداء العمليات (غالبا وحدة المعالجة المركزية أو البروكسي). معظم أبنية الناقلات الجديدة مثل:منفذ الملحقات الإضافية (PCI)، يسمح بأكثر من ناقل رئيسي لتحسين أداء أنظمة التشغيل بشكل كبير. بعض أنظمة التشغيل تمنع بعض الملحقات من أن تكون ناقل رئيسي، لأن المجدول لا يستطيع التحكيم للناقل وبتالي لا يستطيع تحديد التأخير.
نظرياً، يسمح الناقل الرئيسي باتصال جهاز طرفي مع جهاز آخر، عملياً كل الطرفين يترئسان الناقل ليقومو بـ DMA للذاكرة الرئيسية. إذا استطاع أكثر من جهاز تسيد المسرى، يجب أن يكون هناك مخخط تحكم لمنع الأجهزة من محاولة استخدام الناقل في نفس الوقت. ويستخدم لذلك عدد مختلف من المخطوطات، مثل: قامت SCSI بوضع أولوية لكل معرف لديها. ومنفذ الملحقات الإضافية (PCI) لم يحدد الخوارزمية المستخدمة، تاركً الأمر للمعرف لتحديدها.